# Horatiové

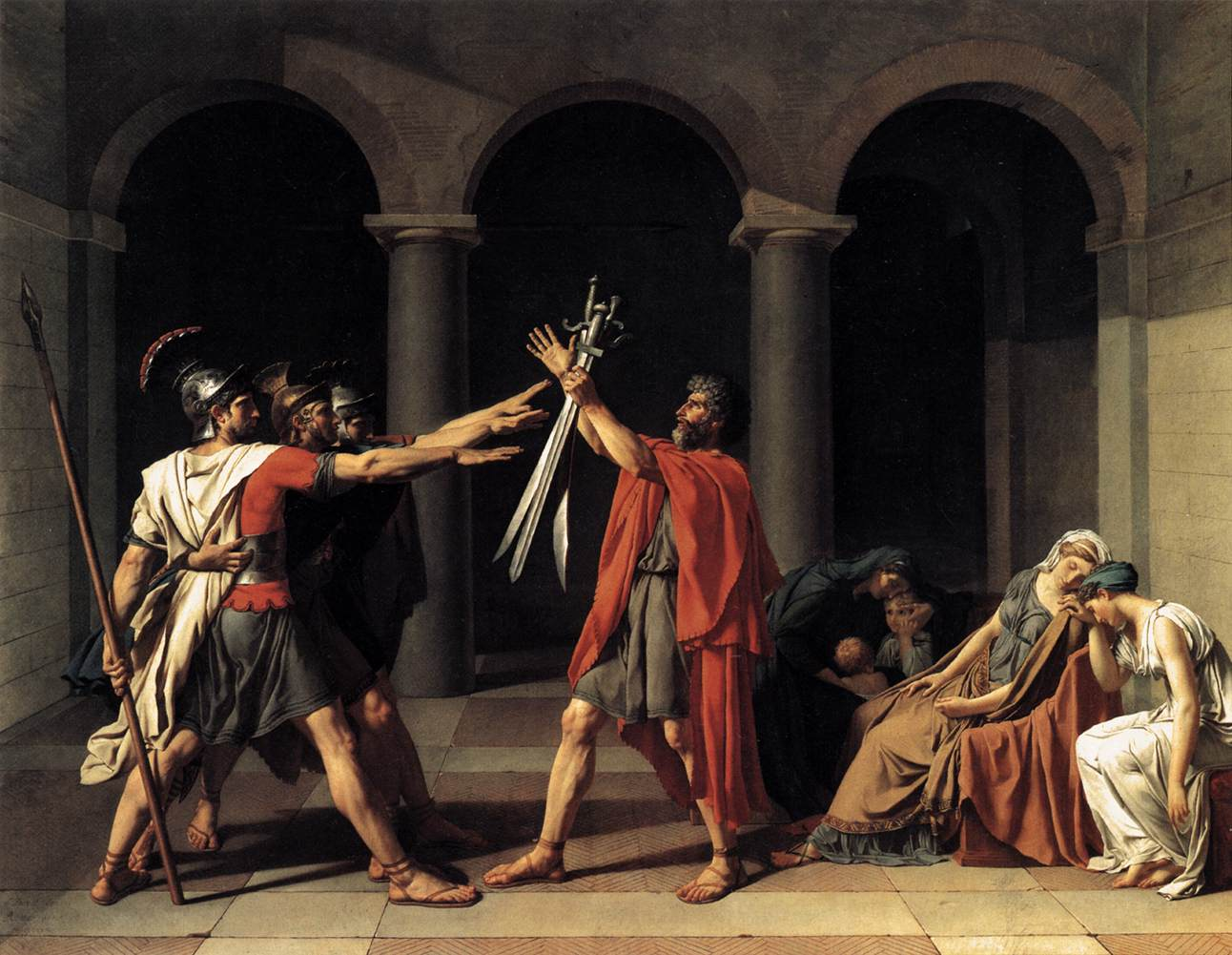
Jacques Louis David, Přísaha Horatiů, 1784

Horatiové (latinsky Horātii) je v římské mytologii rodina žijící za vlády krále Tulla Hostilia a jeho války s Albou Longou. Tři bratři z této rodiny byli vybráni, aby v souboji s třemi albskými bratry Curiatii rozhodli válku. Podle římského historika Livia byly v některých starších verzích strany bratrů prohozeny: Horatiové bojovali za Albu Longu a Curiatiové za Řím. Od Horatiů odvozovala svůj původ patricijská rodina gens Horatia, samotné jméno rodiny je odvozeno od Hora Quirina, „Quirinovy vůle“, někdy chápané jako Quirinova božská manželka.
Na začátku souboje byli dva z Horatiů rychle zabiti, třetí, jménem Publius, předstírajíc útěk však zabil své zraněné protivníky jednoho po druhém. Tím byla vyhrána válka s Albou Longou a přeživší se vrátil do Říma, kde byl na jeho počest slaven triumf. Jeho sestra však zahlédla mezi jeho kořistí plášť, který utkala pro svého snoubence z rodu Curiatiů, nemohla skrýt svůj žal, a tak ji Publius v záchvatu hněvu proklál mečem se slovy „Tak zahyne každá římská žena oplakávající nepřítele.“ Podle zákona měl být Horatius popraven, zachránil se však odvoláním k lidovému shromáždění, které jej osvobodilo.
Příběh může být mytickým vysvětlením možnosti odvolání na lidové shromáždění či rituálu tigillum sororium, „sestřiny laťky“, jha, pod kterým musel Publius Horatius projít, aby byl očištěn ze svého zločinu. Americký mytolog Jaan Puhvel přirovnává tento příběh k védskému podání o tom, jak Indra donutil Trita Áptju „třetího Áptju“ zabít Triširase „tříhlavého“, protože však byl Triširas jeho příbuzným, museli Áptjové toto zabití odčinit.
Na příběhu je založena tragédie ze 17. století Horace francouzského dramatika Pierra Corneilleho a slavný obraz Přísaha Horatiů francouzského malíře Jacquese-Louise Davida z roku 1784.